# یاکوف نئمان
یاکوف نئمان (عبری: יעקב נאמן‎، ۱۶ سپتامبر ۱۹۳۹–۱ ژانویه ۲۰۱۷) یک وکیل اسرائیلی بود که وزیر دادگستری و وزیر دارایی نیز بود.

## زندگی‌نامه
نئمان در یک خانواده مذهبی صهیونیست در تل آویو در دوران قیمومیت بریتانیا بر فلسطین به دنیا آمد. او در دبیرستان میدراشیات نوام یشیوا تحصیل کرد و خدمت سربازی خود را در تیپ گولانی به پایان رساند. او به تحصیل در رشته حقوق در دانشگاه عبری اورشلیم ادامه داد و در سال ۱۹۶۴ مدرک کارشناسی حقوق گرفت. سپس در سال ۱۹۶۵ مدرک کارشناسی ارشد از دانشگاه نیویورک و در سال ۱۹۶۸ مدرک دکتری گرفت. پس از بازگشت به اسرائیل، در سال ۱۹۷۲ او شرکت حقوقی هرزورگ، فاکس و نئمان را به همراه رئیس‌جمهور آینده اسرائیل حییم هرزوگ تأسیس کرد.
نئمان در سال ۱۹۷۹ به عنوان مدیر کل وزارت دارایی منصوب شد و تا سال ۱۹۸۱ این سمت را بر عهده داشت. در ژوئن ۱۹۹۶، علیرغم عدم عضویت در کنست، از سوی نخست‌وزیر، بنیامین نتانیاهو، به عنوان وزیر دادگستری به کابینه اسرائیل منصوب شد. دو ماه بعد، پس از اینکه مایکل بن یر، دادستان کل، تحقیقات جنایی را در مورد ادعاهایی مبنی بر اینکه نئمان تلاش کرده بود تا شاهدی را در محاکمه اریه درعی به قتل برساند، از کابینه استعفا داد. نئمان در نهایت از اتهامات تبرئه شد و در ژوئیه ۱۹۹۷ به عنوان وزیر دارایی تا پایان نخست‌وزیری نتانیاهو در انتخابات ۱۹۹۹ به کابینه بازگشت.
در اواخر مارس ۲۰۰۹، پس از بازگشت نتانیاهو به قدرت به عنوان نخست‌وزیر اسرائیل، نئمان دوباره به عنوان وزیر دادگستری منصوب شد.
نئمان در اورشلیم در بخش طالبیه اقامت داشت. از او همسر و شش فرزند به یادگار مانده‌است.

## عضویت در کمیته
نئمان ریاست یا عضویت در کمیته‌های ملی و بین‌المللی متعددی را برعهده داشته‌است. از جمله: کمیته اجرایی دانشگاه بار-ایلان، کمیته عمومی منصوب شده توسط سخنگوی کنست برای تعیین حقوق و سایر پرداخت‌ها به مقامات دولتی، کمیته عمومی منصوب شده توسط کابینه پیش نویس قانون اساسی، کمیته عمومی مراکز آموزشی، کمیته عمومی مسائل خصوصی‌سازی ال عال، هیئت حاکمه بانک اسرائیل، کمیته قانون تبدیل، کمیته ملی شناسایی سربازان کشته شده در زمان اضطرار، کمیته انرژی اتمی اسرائیل و کمیته مرکزی بانک جهانی.

## دیدگاه‌های سیاسی
در ۸ دسامبر ۲۰۰۹، زمانی که نئمان به عنوان وزیر دادگستری خدمت می‌کرد، گزارش شد که او معتقد است که هالاخا، با هدف نهایی تبدیل اسرائیل به یک کشور هلاخیک باید به تدریج در اسرائیل به قانون الزام‌آور تبدیل شود. اما او بعداً این موضوع را رد کرد و تأکید کرد که «کنست قانونگذار در اسرائیل است و تفسیر قوانین آن توسط دادگاه‌های [مدنی] تعیین می‌شود». او گفت که از استفاده از دادگاه‌های دینی فقط در نقش کمکی برای «حل و فصل اختلافات مالی مطابق با اصول قوانین یهود» حمایت می‌کند. سیستم دادگاه در اسرائیل پشتیبانی می‌شود و بنابراین، پرونده‌ها باید به یک سیستم جایگزین منتقل شوند.